# Parque Nacional de Brisbane Water
O Parque Nacional de Brisbane Water é um parque nacional localizado na Costa Central de Nova Gales do Sul (NGS), Austrália. Situado a 70 km ao norte de Sydney e a 12 km a sudoeste de Gosford, o parque abrange os cursos de água Brisbane Water e Mooney Mooney Creek.
O parque inclui a Ilha Lion e a Ilha Spectacle, próximas ao Oceano Pacífico. Caracteriza-se por vales férteis que se estendem ao longo da margem norte do rio Hawkesbury, em direção a Brisbane Water e ao Oceano Pacífico. Com uma área de 11.506 hectares, é habitado pelo povo Darkinjung.

## Características
O parque oferece diversas trilhas agradáveis e interessantes, que variam de leves a desafiadoras. Uma trilha acessível por transporte público é o caminho para a Caverna Pindar, localizada na escarpa acima da estação ferroviária de Wondabyne, uma parada sob demanda na linha ferroviária da Costa Central. A trilha Great North Walk [en], que conecta Sydney a Newcastle, atravessa o parque.
O parque é delimitado ao sul pelo rio Hawkesbury; a oeste por trechos da Pacific Highway, da M1 Pacific Motorway e da Peats Ridge Road, que também forma a fronteira norte; e a leste por Brisbane Water [en], pela linha ferroviária da Costa Central e por áreas urbanas. A ponte ferroviária do Rio Hawkesbury [en], parte da Central Coast Highway, trechos da Pacific Highway e da M1 Motorway dividem várias seções do parque.

## Descrição da região

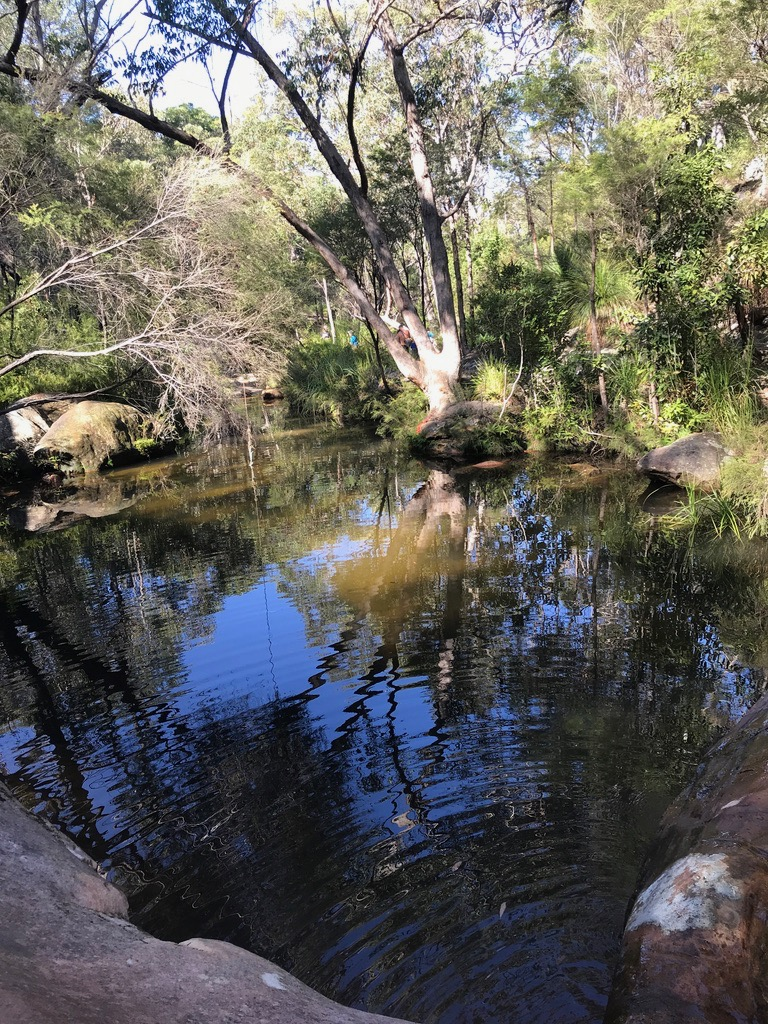
Piscina natural no Parque Nacional de Brisbane Water.

O Parque Nacional de Brisbane Water é descrito como um "espaço vivo" para comunidades de plantas e animais no Plano de Gestão de Parques Nacionais. O parque serve como um santuário para comunidades de plantas e animais, permitindo adaptação e migração em resposta às mudanças climáticas. Seu tamanho e forma possibilitam ajustes biológicos nas regiões noroeste e sul. O parque é um sistema de reservas que protege importantes corpos d'água do baixo rio Hawkesbury [en], Broken Bay e Brisbane Water. Além disso, preserva sítios aborígenes e amplia a representação de arte rupestre da Bacia de Sydney no sistema de parques nacionais. A geologia é predominantemente da série Hawkesbury, composta por arenito quartzoso entrecruzado, conglomerados e xistos cinza e vermelhos.

## Biologia e ecologia
O parque abrange uma área suficiente para fornecer locais críticos de nidificação e reprodução para várias espécies cujos territórios se estendem por áreas rurais e urbanas adjacentes. Para muitas dessas espécies, o parque oferece o único terreno seguro disponível para se isolarem dos impactos humanos. Ele é o único habitat que fornece os recursos necessários para a sobrevivência de muitas espécies de plantas e animais, como cavidades em árvores. As principais comunidades vegetais incluem florestas abertas baixas, bosques abertos baixos e bosques abertos, acompanhados por um sub-bosque seco ou úmido. Comunidades de floresta tropical ocorrem em seções abrigadas de vales e ao longo de riachos. Vinte comunidades vegetais estão representadas no parque, todas consideradas ameaçadas pela Lei de Conservação de Espécies Ameaçadas de Nova Gales do Sul de 1995. Cinco são listadas como criticamente ameaçadas pela Environment Protection and Biodiversity Conservation Act 1999 (EPBC). As comunidades criticamente ameaçadas listadas na EPBC incluem: Blue Gum High Forest na Biorregião da Bacia de Sydney, Littoral Rainforest na Costa Norte de Nova Gales do Sul, Lowland Rainforest nas Biorregiões da Costa Norte de NSW e da Bacia de Sydney, Shale Sandstone Transition Forest na Biorregião da Bacia de Sydney e Western Sydney Dry Rainforest na Biorregião da Bacia de Sydney.
A Blue Gum High Forest é uma comunidade de floresta aberta alta onde o eucalipto-salgueiro (Eucalyptus saligna) domina o dossel. Outras espécies arbóreas incluem Eucalyptus pilularis [en], Allocasuarina torulosa e Angophora costata [en]. As espécies do estrato arbustivo são adaptadas a habitats úmidos. Existe apenas cerca de 4,5% da Blue Gum High Forest, agora em pequenos remanescentes. Ela ocorre apenas em áreas com alta pluviosidade e solos férteis, limitando-se a pequenas seções adequadas para o crescimento. As espécies do sub-bosque dependem de aves e mamíferos para dispersão de sementes, e essa comunidade não se adapta bem a eventos de incêndio. A Blue Gum High Forest ocorre no Parque Nacional de Brisbane Water e depende do status de parque nacional para proteção contra a degradação do habitat, além de uma boa gestão em relação ao controle de espécies invasoras e regimes de incêndio.

## Flora
Várias áreas do Parque Nacional de Brisbane Water contêm plantas raras e ameaçadas. É provável que essas populações remanescentes demonstrem como as condições ambientais mudaram nos últimos milhares de anos. Em alguns casos, essas espécies raras são vestígios de populações que teriam sido extensas antes do amplo desmatamento para uso urbano e agrícola. O parque abrange uma vasta diversidade de flora, com 814 espécies registradas. A diversidade de espécies vegetais e comunidades vegetais reflete as variações em geologia, solos, hidrologia, aspecto e histórico de incêndios. Dez espécies vegetais registradas são consideradas raras, e várias outras são incomuns ou restritas em sua distribuição. O parque abriga várias espécies vulneráveis e ameaçadas listadas pela EPBC, incluindo: Astrotricha crassifolia, Eucalyptus camfieldii [en], Melaleuca deanei [en] e Grevillea shiressii. A Prostanthera junonis, considerada ameaçada, também está presente no parque. 

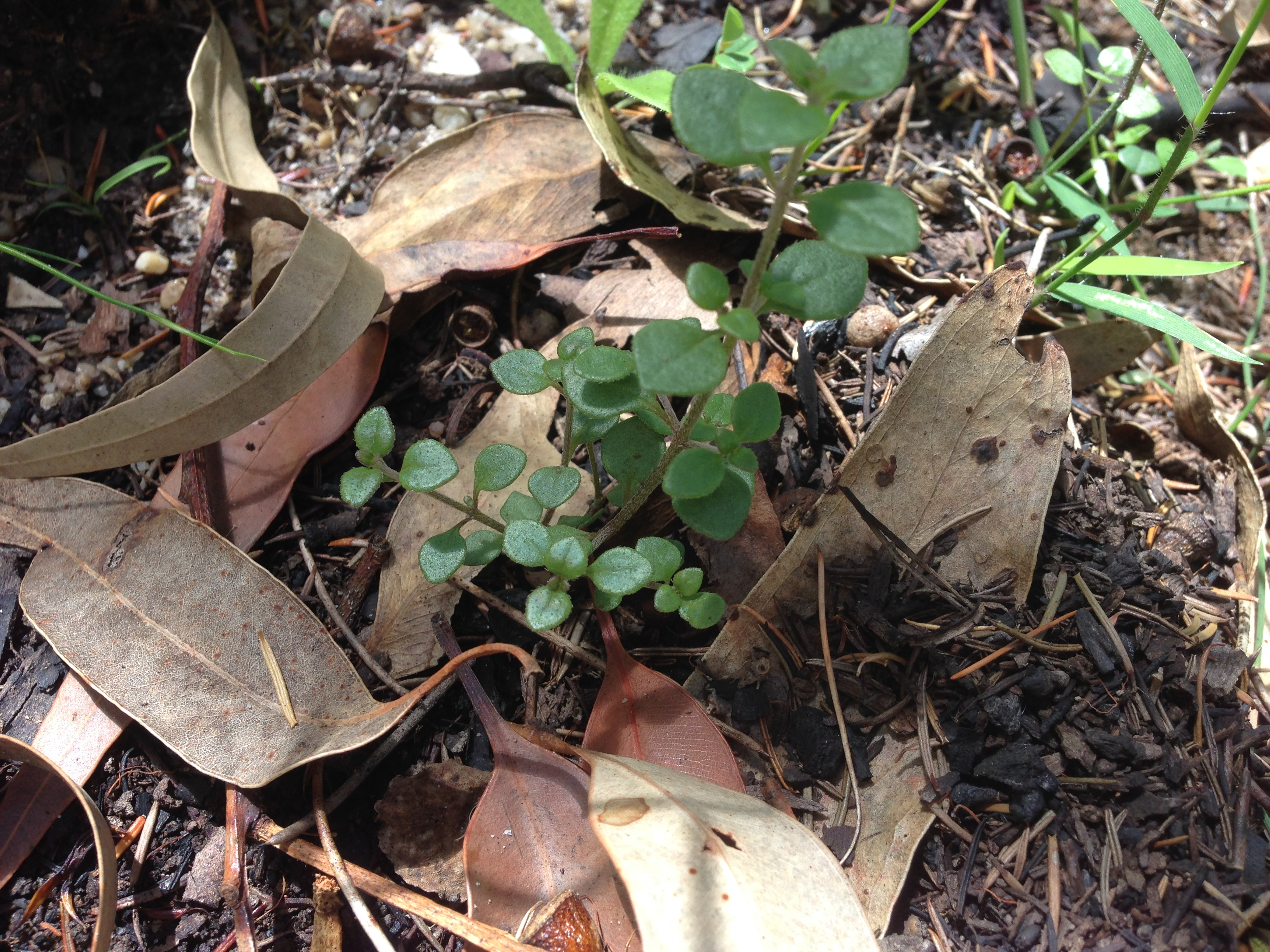
Espécie de hortelã (Prostanthera junonis)

A orquídea Diuris bracteata foi registrada na área recentemente, após ter sido listada como extinta. Ela reside em florestas e bosques esclerófilos secos com um sub-bosque predominantemente gramíneo. Os registros nas áreas de Gosford e Wyong são as únicas populações conhecidas sobreviventes.
O eucalipto Eucalyptus camfieldii, vulnerável, têm sua distribuição em NGS reduzida e agora é encontrado em pequeno número, isolados principalmente em parques nacionais ao redor de Sydney. A espécie é um arbusto tipo mallee ou uma árvore de até 9 m, com folhas em forma de coração quando jovem. Incêndios muito frequentes ou não frequentes o suficiente ameaçam sua sobrevivência, pois incêndios frequentes prejudicam a formação de cápsulas de sementes, e a falta de incêndios leva à competição com vegetação mais alta. As principais ameaças incluem competição com espécies invasoras não nativas, degradação do habitat por ervas daninhas, regimes de incêndio inadequados incluindo frequência, intensidade e tempo, perda e fragmentação de habitat devido ao desenvolvimento humano e baixa diversidade genética devido à redução populacional da espécie.
A ameaçada Prostanthera junonis é conhecida por ocorrer apenas na área do Planalto de Somersby, em 9 locais, depois de ter estado presente em uma faixa mais ampla anteriormente. O arbusto cresce baixo, com a maioria dos galhos rastejando pelo chão, alcançando até 30 cm de altura. Suas flores são lilás pálido a quase brancas. A maior parte da população remanescente está no Parque Nacional de Brisbane Water e enfrenta ameaças semelhantes às de Eucalyptus camfieldii, incluindo degradação do habitat, competição com ervas invasoras e regimes de incêndio inadequados.

## Fauna
A alocação de terras no parque nacional proporcionou e conservou habitats valiosos para uma variedade de espécies vulneráveis e ameaçadas listadas pela EPBC. Ao todo, 261 espécies de fauna foram registradas no parque. Todas são protegidas pela Lei de Parques Nacionais e Vida Selvagem de 1974 (National Parks and Wildlife Act 1974), exceto as espécies invasoras. Vinte e seis espécies de mamíferos nativos ocorrem no parque, além de 30 espécies de sapos, representando 9 dos 27 gêneros do continente, e 50 espécies de répteis, que representam um terço dos gêneros de répteis do continente.

Mais de 150 espécies de aves foram registradas. A destruição e fragmentação de habitats impactaram muitas dessas espécies, destacando a importância do habitat preservado que o parque oferece. Algumas aves encontradas no parque são consideradas raras na biorregião de Sydney devido à perda de habitat, incluindo: gavião-de-colar (Tachyspiza cirrocephala), baza-australiano (Aviceda subcristata [en]), saracura-de-peito-cinzento (Lewinia pectoralis), sanã-de-listras-pardas (Gallirallus philippensis), cacatua-negra-de-cauda-amarela (Zanda funerea), cacatua-preta-brilhante (Calyptorhynchus lathami), cacatua-gang-gang (Callocephalon fimbriatum), coruja-poderosa (Ninox strenua), coruja-mascarada-australiana (Tyto novaehollandiae) e corre-troncos-de-sobrancelha-vermelha (Climacteris erythrops).

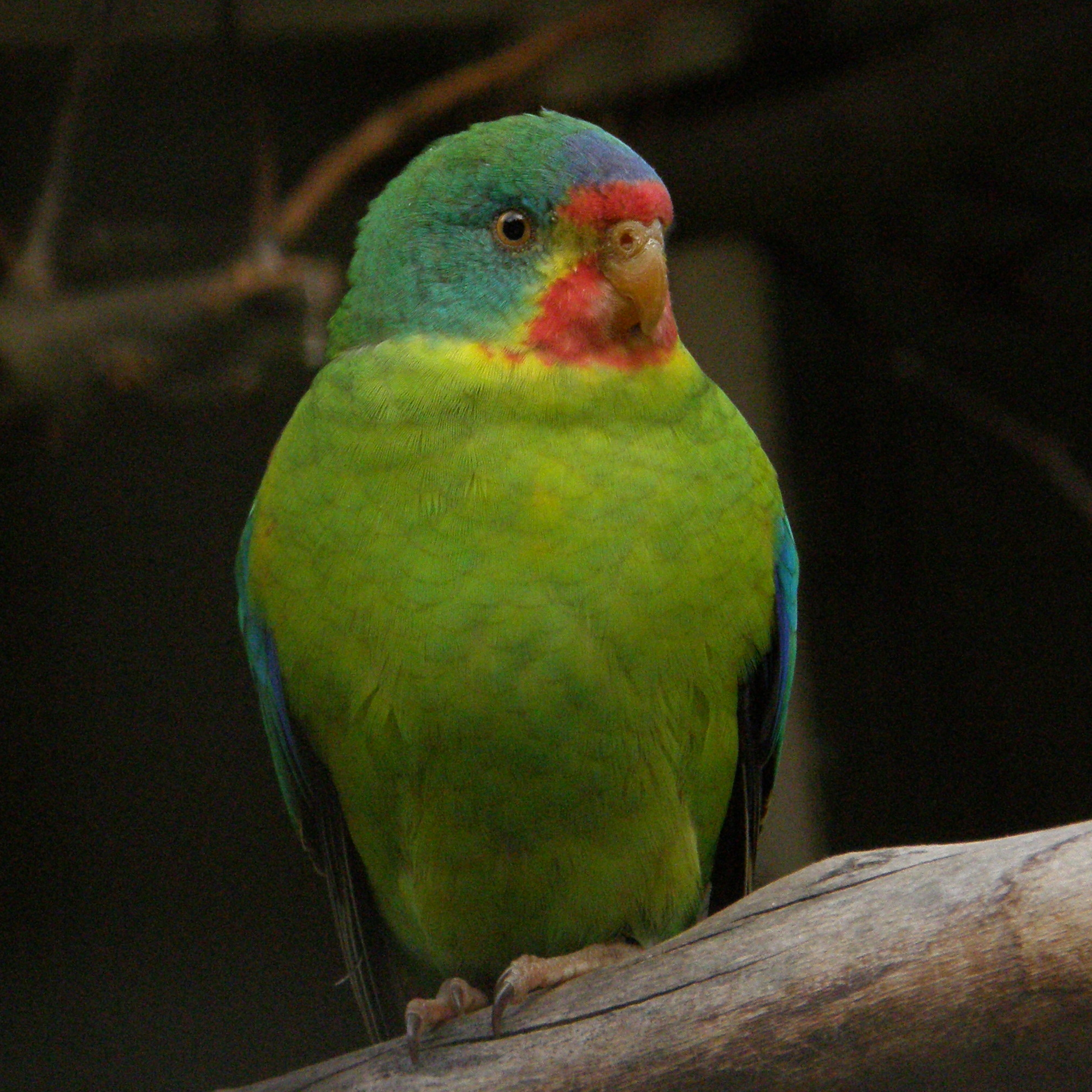
Periquito-migrador (Lathamus discolor)

O periquito-migrador (Lathamus discolor [en]), ameaçado globalmente, tem sido registrado no parque durante sua migração da Tasmânia entre março e outubro. Essa espécie retorna a locais de forrageamento dependendo da disponibilidade de alimentos e de habitats em cavidades de árvores. O papa-mel-filigrana (Anthochaera phrygia), criticamente ameaçado, foi avistado no parque. Sua distribuição reduziu significativamente, enfrentando alto risco de extinção no futuro próximo. O papa-mel-filigrana é uma espécie emblemática cuja conservação beneficia uma ampla variedade de fauna florestal ameaçada e vulnerável. Bandos em forrageamento não reprodutivos são registrados na Costa Central a cada poucos anos e dependem de florestas saudáveis e ricas em espécies para sua sobrevivência.
Outras espécies de aves migratórias que visitam o parque incluem o andorinhão-de-ferradura (Hirundapus caudacutus), o garajau-grande (Hydroprogne caspia) e a águia-de-barriga-branca (Haliaeetus leucogaster). Essas espécies sazonais são protegidas por vários acordos de aves migratórias com China, Coreia e Japão.

Além das aves, as seguintes espécies ameaçadas pela EPBC ocorrem no parque: o sapo Heleioporus australiacus [en], tartaruga-verde (Chelonia mydas), coala (Phascolarctos cinereus), agora restrito na Costa Central, gato-tigre (Dasyurus maculatus), morcegos Potorous tridactylus, Pteropus poliocephalus [en] e Chalinolobus dwyeri e o camundongo Pseudomys novaehollandiae.

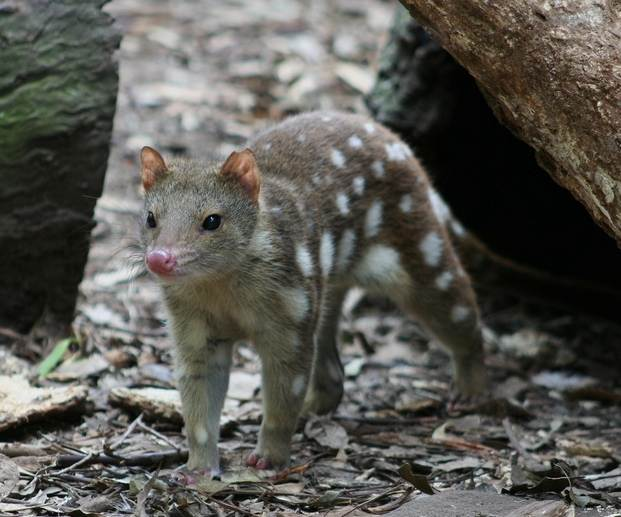
Gato-tigre (Dasyurus maculatus)

O lagarto Varanus rosenbergi [en], o gambá-pigmeu-oriental (Cercartetus nanus) e o possum Petaurus norfolcensis são espécies listadas como vulneráveis que habitam o parque.
Todas essas espécies são listadas como ameaçadas e vulneráveis na lista de espécies ameaçadas da EPBC, principalmente devido à perda de habitat, fragmentação de habitats adequados, degradação do habitat, como a remoção de árvores e troncos mortos, introdução de espécies exóticas, regimes de incêndio inadequados e mudanças climáticas. O gato-tigre está em sério declínio devido à perda de habitat, competição com predadores e envenenamento por humanos. A espécie ocupa uma grande área de forrageamento, exigindo muito espaço, e está, portanto, restrita a grandes reservas e parques nacionais. Também requer locais de toca adequados, como cavidades em árvores e troncos, afloramentos rochosos e cavernas. A fragmentação e degradação do habitat são impactos severos, pois parcelas menores de terra fragmentada não fornecem o habitat, chuva, locais de nidificação e presas necessários para a sobrevivência do gato-tigre.
O coala e o possum Petaurus norfolcensis, marsupiais arbóreos, são amplamente distribuídos nas florestas e bosques do leste da Austrália. Marsupiais arbóreos dependem de habitats influenciados pelo tamanho e espécies de árvores, nutrientes do solo, quantidade de chuva e clima. Petaurus norfolcensis e outras espécies de possuns no parque dependem especificamente do abrigo de cavidades em árvores e de arbustos dos gêneros Acacia e Banksia para alimentação. O desenvolvimento urbano, agricultura e infraestrutura estão fragmentando cada vez mais o habitat necessário para essas espécies, tornando-as mais dependentes de áreas protegidas. Mesmo espécies como Ninox strenua, que tolera alguma fragmentação de habitat, ainda dependem de cavidades em árvores para nidificação e da disponibilidade de presas. Espécies dependentes de florestas, como os planadores marsupiais e mamíferos terrestres, são fontes de alimento para espécies de corujas, de modo que a redução na abundância de presas devido à fragmentação de habitat é um impacto indireto nas corujas.

## Ameaças ambientais

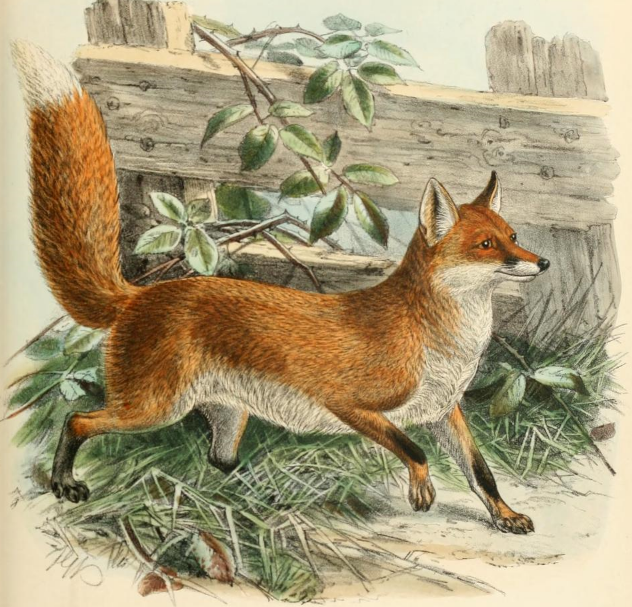
Raposa-vermelha (Vulpes vulpes)

O Parque Nacional de Brisbane Water é vulnerável a várias ameaças ambientais. Animais assilvestrados invasores são uma preocupação particular, incluindo raposas (Vulpes vulpes), cães selvagens (Canis familiaris) e gatos (Felis catus). Cães selvagens e gatos são especialmente preocupantes devido à proximidade do parque com áreas altamente urbanizadas, o que torna o problema desses animais particularmente prevalente. Gatos e cães selvagens são predadores significativos, pois interagem com a fauna de várias maneiras, como predação, competição por recursos e transmissão de doenças. Isso impacta a fauna nativa, já que cães selvagens geralmente predam espécies grandes e médias, como wallabies e possums, e gatos predam presas médias e pequenas, incluindo répteis e pequenos mamíferos. Essas pragas podem causar extinções locais e são uma ameaça real para espécies já vulneráveis ou ameaçadas.
Ervas daninhas invasoras são uma ameaça aos processos naturais dentro do parque. A baixa fertilidade do solo não facilita o crescimento de ervas daninhas, mas, uma vez estabelecidas, elas podem rapidamente superar as espécies nativas e são uma ameaça real para as espécies e comunidades vulneráveis e ameaçadas. Solos erodidos por degradação e o aumento do transporte de sedimentos de escoamentos próximos podem transportar sedimentos e nutrientes que incentivam o crescimento de ervas daninhas. Um exemplo da significância da invasão de ervas daninhas é a Blue Gum High Forest e a horteã Prostanthera junonis, que são suscetíveis à invasão de ervas. Espécies invasoras deslocam nativas e alteram as funções do ecossistema, criando implicações contínuas, como padrões de incêndio alterados e mudanças no ciclo de nutrientes. A proximidade de moradias urbanas ao parque nacional permite que sementes de ervas daninhas sejam introduzidas regularmente, exigindo manutenção e monitoramento regulares para garantir que espécies invasoras sejam controladas. A maior ameaça das ervas daninhas invasoras é a degradação da biodiversidade, sendo, portanto, uma grande ameaça ambiental dentro do parque. Outras ameaças ambientais estão presentes, pois o parque é cercado por desenvolvimento urbano, industrial e agrícola intensivo. Os maiores riachos que fazem parte do parque têm suas nascentes e áreas de captação fora dos limites de sua área, gerando grandes problemas de gestão. Esses problemas de gestão decorrem, em grande parte, de processos naturais alterados.

## Gestão do parque
A gestão do Parque Nacional de Brisbane Water é conduzida pelo Serviço Nacional de Parques e Vida Selvagem de Nova Gales do Sul. A gestão do parque é vital para conservar a biodiversidade, oferecendo proteção física à vida selvagem vulnerável e ameaçada. Esse refúgio para plantas, animais e ecossistemas nativos australianos permite a realização de programas de pesquisa e iniciativas de conservação, como programas de controle de ervas daninhas e outras pragas para restaurar habitats nativos. Estratégias de gestão de incêndios são desenvolvidas equilibrando a proteção da vida, sítios aborígenes, sítios históricos e processos naturais. As áreas ao redor do parque nacional em planaltos foram facilmente colonizadas, portanto, a área originalmente reservada para o parque foi limitada a áreas remanescentes no planalto e áreas dentro das bacias de Mooney Mooney, Patonga e Mullet Creeks, pois essas áreas permaneceram inacessíveis para assentamentos devido a dificuldade de acesso. A localização dos assentamentos significa que o parque nacional está cercado por desenvolvimento em dois lados. As ameaças ao parque causadas pelo desenvolvimento agrícola, urbano e industrial intensivo nas fronteiras e nascentes tornam a gestão do parque difícil e estão aumentando com o tempo devido a propostas contínuas de desenvolvimento, como as nos planaltos de Kariong e Somersby, que estão em várias áreas de captação do parque.
A seguir, estão alguns dos outros problemas de gestão no parque. O aterro de Woy Woy é uma área dentro do parque que representa um problema particular de gestão, pois está na bacia de Patonga Creek. Os escoamentos agrícolas, industriais e domésticos de desenvolvimentos circundantes também têm impactos nocivos a longo prazo nas comunidades de plantas aquáticas. As ervas daninhas também se espalham pelas linhas dos riachos a partir do escoamento. As trilhas de supressão e manejo de incêndios precisam ser planejadas para que os possíveis impactos e a erosão que levam à sedimentação dos riachos sejam minimizados. O acesso de motos e veículos com tração nas quatro rodas ao parque não é permitido por causarem danos físicos a plantas e solos, gerando impactos adicionais com a erosão. Entretanto, o acesso desses veículos é difícil de gerenciar, pois muitos pontos de entrada possíveis estão disponíveis.